# Toplinski most
Toplinski most je manje područje u ovojnici zgrade (obično fasada), kroz koje je toplinski tok povećan radi promjene materijala, debljine ili geometrije građevnog dijela. Postavljanjem izolacije na ovojnici kuće (zidovi, krov, pod) izolirat ćete i većinu toplinskih mostova. Izolacijom toplinskih mostova izbjeći ćete i kondenzaciju na pojedinim dijelovima konstrukcije.
Toplinski most je pojam koji se koristi u graditeljstvu i strojarstvu. U graditeljstvu je to manje područje u omotaču grijanog dijela zgrade kroz koje je toplinski tok povećan radi promjene materijala, debljine ili geometrije građevnog dijela. Zbog smanjenog otpora toplinskoj propustljivosti u odnosu na tipični presjek konstrukcije, temperatura unutarnje površine pregrade na toplinskom mostu manja je nego na ostaloj površini, što povećava opasnost od kondenziranja vodene pare. Ovisno o uzroku povišene toplinske propustljivosti, razlikujemo dvije vrste toplinskih mostova: 
- konstruktivni toplinski mostovi – nastaju kod kombinacija različitih vrsta materijala;
- geometrijski toplinski mostovi – nastaju zbog promjene oblika konstrukcije, npr. uglovi zgrade.

Uz kvalitetnu toplinsku izolaciju vanjske ovojnice kuće, izbjegavanje jakih toplinskih mostova preduvjet je energetski efikasne gradnje. Postavom toplinske izolacije s vanjske strane možemo izbjeći većinu toplinskih gubitaka kod toplinskih mostova. Pozicija prozora u zidu također igra važnu ulogu u izbjegavanju toplinskih mostova. Ako je moguće prozor treba biti smješten u nivou toplinske izolacije. Ako to nije moguće potrebno je toplinski izolirati špalete oko prozora. Pojam je poznat i u tehnici hlađenja i klimatizaciji gdje osim cjevovoda treba izolirati i armaturu (ventili itd.), pričvrsnice i ovjesnice, tako da se po čitavoj dužini cjevovoda spriječi uspostava toplinskih mostova, odnosno prodor topline na lokalnom dijelu cjevovoda.
Izgraditi zgradu bez toplinskih mostova gotovo je nemoguće, ali uz pravilno projektirane detalje toplinske zaštite utjecaj toplinskih mostova možemo smanjiti na minimum. Potencijalna mjesta toplinskih mostova su konzolne istake balkona, istake streha krovova, spojevi konstrukcija, spojevi zida i prozora, kutije za roletu, niše za radijatore, temelji i drugo. Zato na njih, pri rješavanju konstruktivnih detalja, treba obratiti posebnu pažnju. Po završetku izgradnje, kvalitetu gradnje i toplinske zaštite moguće je dodatno provjeriti termografskim snimanjem.

## Rješavanje toplinskih mostova

### Mjesta pojavljivanja toplinskih mostova na zgradama
- uglovi zgrada
- spojevi unutrašnjih i vanjskih zidova
- spoj drvenih podrožnica i rogova s armirano-betonskim serklažima
- spoj stropa i vanjskog zida
- spoj zida i krova
- spoj zida i plohe poda / stropa podruma
- spojevi prozora i vrata (nadvoji, ograde i sl.)
- proboji izolacijskih slojeva (balkoni, konzole i sl.)

### Posljedice toplinskih mostova
- povećani gubici topline
- niža površinska temperatura unutrašnje plohe vanjskog građevinskog dijela
- pojava površinske kondenzacije vodene pare
- pojava gljivica i plijesni
- šteta na građevini

### Preporuke za smanjenje utjecaja toplinskih mostova
- razrada projekta s obuhvatom detaljnog rješavanja svih toplinskih mostova[3]
- postići kontinuiranost ugradbe toplinske izolacije (bez prekida) gdje god je to tehnički moguće
- ako postoji dodatna toplinska izolacija, postaviti je s vanjske strane
- dobro brtvljenje svih spojeva
- prozore ugraditi u ravnini s vanjskom toplinskom izolacijom, ako ista postoji
- toplinski izolirati kutije za rolete
- ugrađivati elemente za prekid toplinskih mostova kod prodora građevnih dijelova slabih toplinsko-izolacijskih svojstava kroz vanjski omotač zgrade (npr. prodor armirano betonske stropne ploče)
- toplinski izolirati podnožje (“sokl”) zidova, a toplinsku izolaciju provući dijelom preko temelja
- zone zidova negrijanih ili otvorenih prostora koji se nastavljaju u grijane prostore, obavezno toplinski izolirati u dužini najmanje 50 cm od spoja konstrukcija (produljenje toplinskog mosta)